# ヨビバイト
ヨビバイト (yobibyte) は、コンピュータの容量や記憶装置の大きさを表す情報の単位の一つ。YiBと略記される。
1 YiB = 280 B = 1,208,925,819,614,629,174,706,176 B
ヨタバイトと違い、一𥝱バイトという意味では使えない。